# Bernardo (vescovo di Padova)
Bernardo (fine X secolo – 1060 ca.) è stato un vescovo italiano, venerato come beato dalla Chiesa cattolica.

## Biografia
Nato poco prima dell'anno Mille in località non nota, per la tradizione sarebbe stato figlio di Maltraverso de' Conti, capostipite di una nobile famiglia padovana; nei documenti coevi, in realtà, il cognome non è mai citato. Non si può escluderne un'ascendenza tedesca.
La prima attestazione è un documento del 1026, che lo indica come arcidiacono del monastero di San Pietro. Ricoprì questa carica per più di vent'anni finché, nel novembre 1048, fu eletto vescovo di Padova succedendo ad Arnaldo di Baviera, che era stato trasferito nella diocesi di Bressanone. Il suo episcopato fu fondamentale, sia a livello politico, che religioso.
Grazie al favore di cui godeva presso la corte imperiale (ebbe anche la stima dell'imperatrice Agnese), ricevette numerosi privilegi, sia da Enrico III che da Enrico IV, tra cui il feudo della Saccisisica (in cui, in seguito a una ribellione nel 1055, governò con mano pesante) e il diritto di batter moneta, normalmente riservato ai sovrani. Questo suggerisce come Bernardo rappresentasse la massima autorità cittadina, in un'epoca in cui a Padova si registrava un vuoto di potere, priva di un ceto di feudatari autorevole e ancora lontana dal diventare Comune. Formalmente, però, non tentò mai di sostituirsi al comes e non esercitò, quindi, una vera e propria signoria.
Sul fronte religioso, va ricordata la partecipazione al concilio di Roma del 1050, durante il quale vennero condannate le dottrine di Berengario di Tours. Priva di fondamento la notizia - narrata da due leggende posteriori - secondo cui, il 2 luglio 1052, grazie a una visione, avrebbe rinvenuto nella basilica di Santa Giustina i corpi dei santi Giuliano, Felicita, Massimo e tre santi Innocenti.
Alla fine dello stesso mese passò per Padova Leone IX. Secondo un documento, certamente falso visto che reca la data 3 agosto 1053, quando il pontefice si trovava a Benevento, il papa avrebbe visitato le reliquie appena scoperte, concedendo all'abate di Santa Giustina vari privilegi, e avrebbe tolto l'interdetto (non attestato) che gravava sulla città.
Il 12 giugno 1058 Enrico IV emise un diploma in favore di Bernardo, ma da questo momento non si hanno ulteriori notizie sul suo conto. Dovrebbe essere morto verso il 1060, quando fu eletto il successore Werculfo.
Secondo la tradizione fu un cristiano esemplare: celebrava ogni giorno la messa, si impegnò nella riforma del clero, fu caritatevole verso i bisognosi. Sulla base di queste motivazioni, alquanto vaghe, papa Benedetto XIV gli riconobbe il titolo di beato.